# Autobahnkreuz München-Nord
Das Autobahnkreuz München-Nord (Abkürzung: AK München-Nord; Kurzform: Kreuz München-Nord) ist ein Autobahnkreuz in Bayern in der Metropolregion München. Es verbindet die Bundesautobahn 9 (Berlin – Leipzig – München) und die Bundesautobahn 99 (Münchener Autobahnring).

## Geographie
Das Autobahnkreuz liegt auf dem Gebiet der bayrischen Landeshauptstadt München, an der Grenze zu Garching. Genauer befindet es sich auf dem Gebiet der Wüstung Fröttmaning im Münchner Stadtbezirk 12 Schwabing-Freimann.
Unmittelbar am Kreuz befindet sich die 2005 fertiggestellte Allianz Arena, das Heimstadion von Bayern München. In den anderen drei Quadranten des Kreuzes befinden sich drei ehemalige Deponien, der Fröttmaninger Berg, die Deponie Nord-West und die Deponie Nord. Auf den beiden erstgenannten stehen mit der Windkraftanlage Fröttmaning und der Windkraftanlage Freimann zwei markante Windkraftanlagen. Die Münchner U-Bahn-Linie U6 und die Freisinger Landstraße führen jeweils in Nord-Süd-Richtung unter dem Autobahnkreuz hindurch.
Das Kreuz befindet sich etwa 10 km nördlich der Münchener Innenstadt und etwa 60 km südlich von Ingolstadt. Es ist ein wichtiger Verkehrsknotenpunkt, da es die A 9 indirekt mit der A 8 verbindet, die im Stadtgebiet von München unterbrochen ist, so dass der Durchgangsverkehr über die A 99 umgeleitet wird. So verbindet das Kreuz auch die Relationen Berlin/Polen—München/Österreich (Innsbruck) und Benelux/Frankreich—Österreich (Salzburg).
Das Autobahnkreuz München-Nord trägt auf der A 9 die Anschlussstellennummer 72, auf der A 99 die Nummer 13.

## Geschichte
Das Autobahnkreuz wurde in den 1930er-Jahren geplant, als eine direkte Autobahn von München nach Berlin diskutiert wurde, die spätere A 9. 1966 gab die Regierung von Oberbayern ein Planfeststellungsverfahren in Auftrag, an dessen Ende 1969 der Bau stand.
Eine Bürgerinitiative verhinderte den für das Autobahnkreuz geplanten Abriss der Kirche Heilig-Kreuz; daher wurde das Autobahnkreuz gegenüber der ursprünglich geplanten Lage leicht nach Norden verschoben.
In den Jahren 2005 und 2006 wurde das Kreuz im Zuge der Infrastrukturerweitung zur Fußball-Weltmeisterschaft 2006 ausgebaut.

## Bauform und Ausbauzustand
Das Autobahnkreuz München-Nord ist ein modifiziertes Kleeblatt, das über zwei halbdirekte Rampen für den Verkehr von München (A 9 Süd) nach Stuttgart (A 99 West) bzw. von Neufahrn (A 9 Nord) nach Salzburg (A 99 Ost) verfügt.
Die A 9 ist in diesem Bereich achtstreifig ausgebaut. Die A 99 ist im Kreuzungsbereich vierstreifig, in Richtung Osten siebenstreifig (vier Fahrstreifen in Richtung Salzburg) und in Richtung Westen teilweise sogar zehnstreifig ausgebaut. Die Verbindungsrampen sind zweistreifig, außer der direkten und der indirekten Rampe im Nordwest-Quadrant und der Verbindung A 9 Süd – A 99 Ost, die nur über einen Fahrstreifen verfügen.

## Verkehrsaufkommen
Das Kreuz wird täglich von etwa 240.000 Fahrzeugen befahren. Damit ist es das frequenzstärkste in Bayern und nach dem Frankfurter Kreuz, dem Kreuz Köln-Ost, dem Offenbacher Kreuz das am viertstärksten frequentierte in Deutschland.
| Von                          | Nach                             | Durchschnittliche tägliche Verkehrsstärke | Durchschnittliche tägliche Verkehrsstärke | Durchschnittliche tägliche Verkehrsstärke | Anteil Schwerlastverkehr | Anteil Schwerlastverkehr | Anteil Schwerlastverkehr |
| Von                          | Nach                             | 2005                                      | 2010                                      | 2015                                      | 2005                     | 2010                     | 2015                     |
| ---------------------------- | -------------------------------- | ----------------------------------------- | ----------------------------------------- | ----------------------------------------- | ------------------------ | ------------------------ | ------------------------ |
| AS Garching-Süd (A 9)        | AK München-Nord                  | 112.500                                   | 146.200                                   | 153.100                                   | 07,3 %                   | 09,0 %                   | 07,4 %                   |
| AK München-Nord              | AS München-Fröttmaning-Süd (A 9) | 105.300                                   | 103.500                                   | 121.900                                   | 05,8 %                   | 05,4 %                   | 05,1 %                   |
| AS München-Neuherberg (A 99) | AK München-Nord                  | 076.800                                   | 068.000                                   | 082.300                                   | 10,7 %                   | 12,3 %                   | 11,8 %                   |
| AK München-Nord              | AS Aschheim/Ismaning (A 99)      | 113.300                                   | 117.200                                   | 122.600                                   | 15,8 %                   | 14,6 %                   | 15,0 %                   |

## Bilder

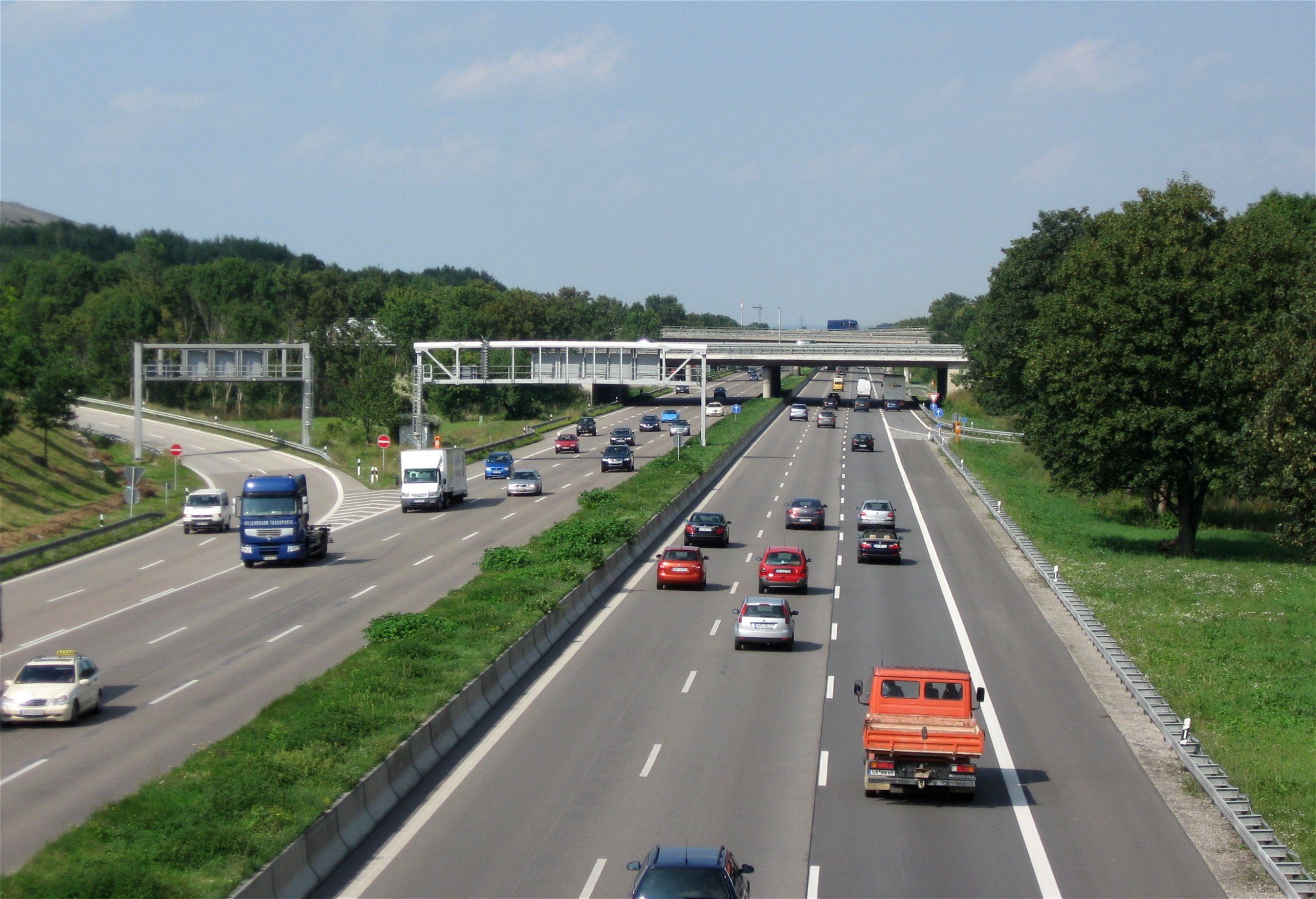
Autobahnkreuz München-Nord, über der A9 von Süden gesehen
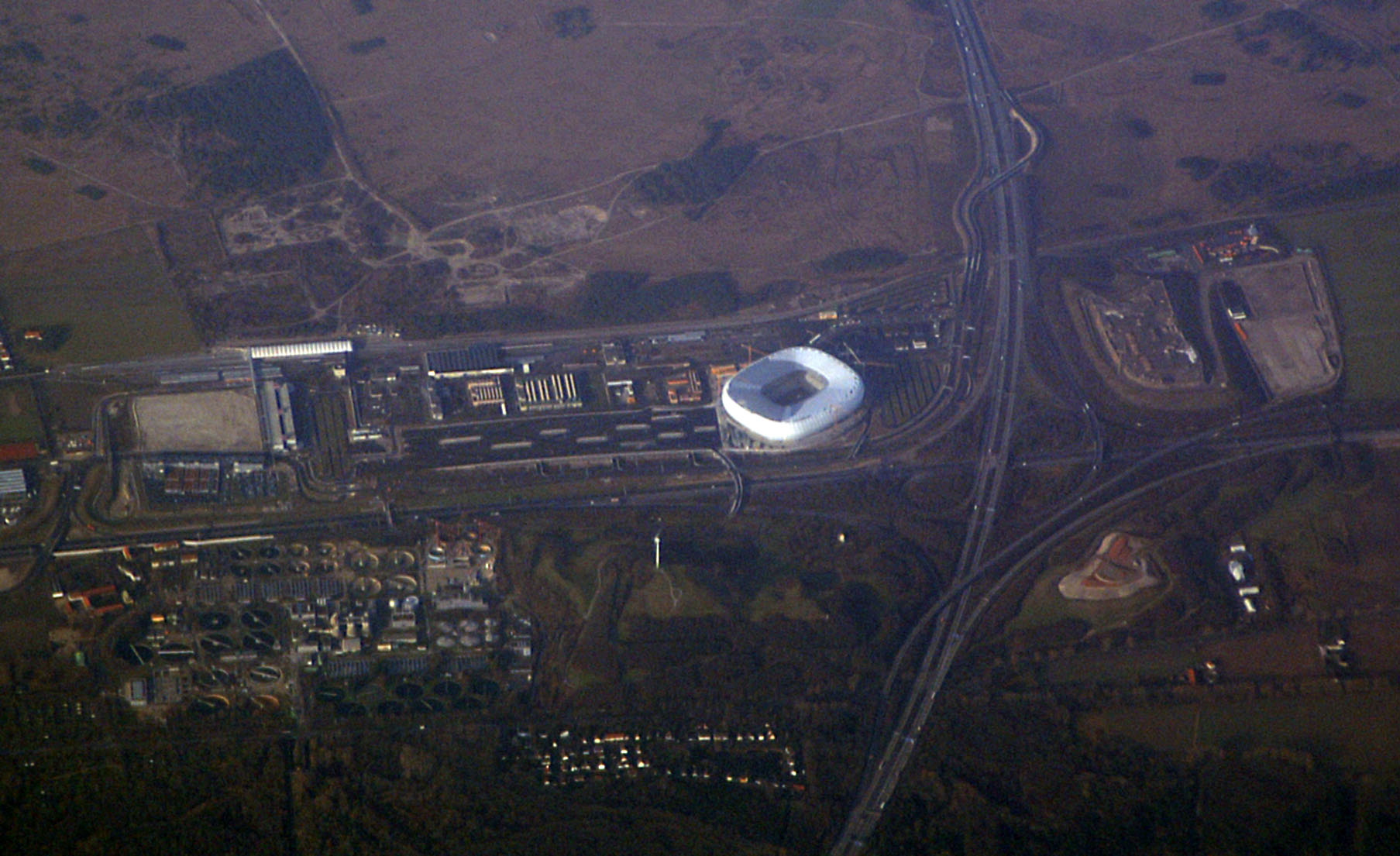
Luftaufnahme des Autobahnkreuzes mit der im Bau befindlichen Allianz Arena
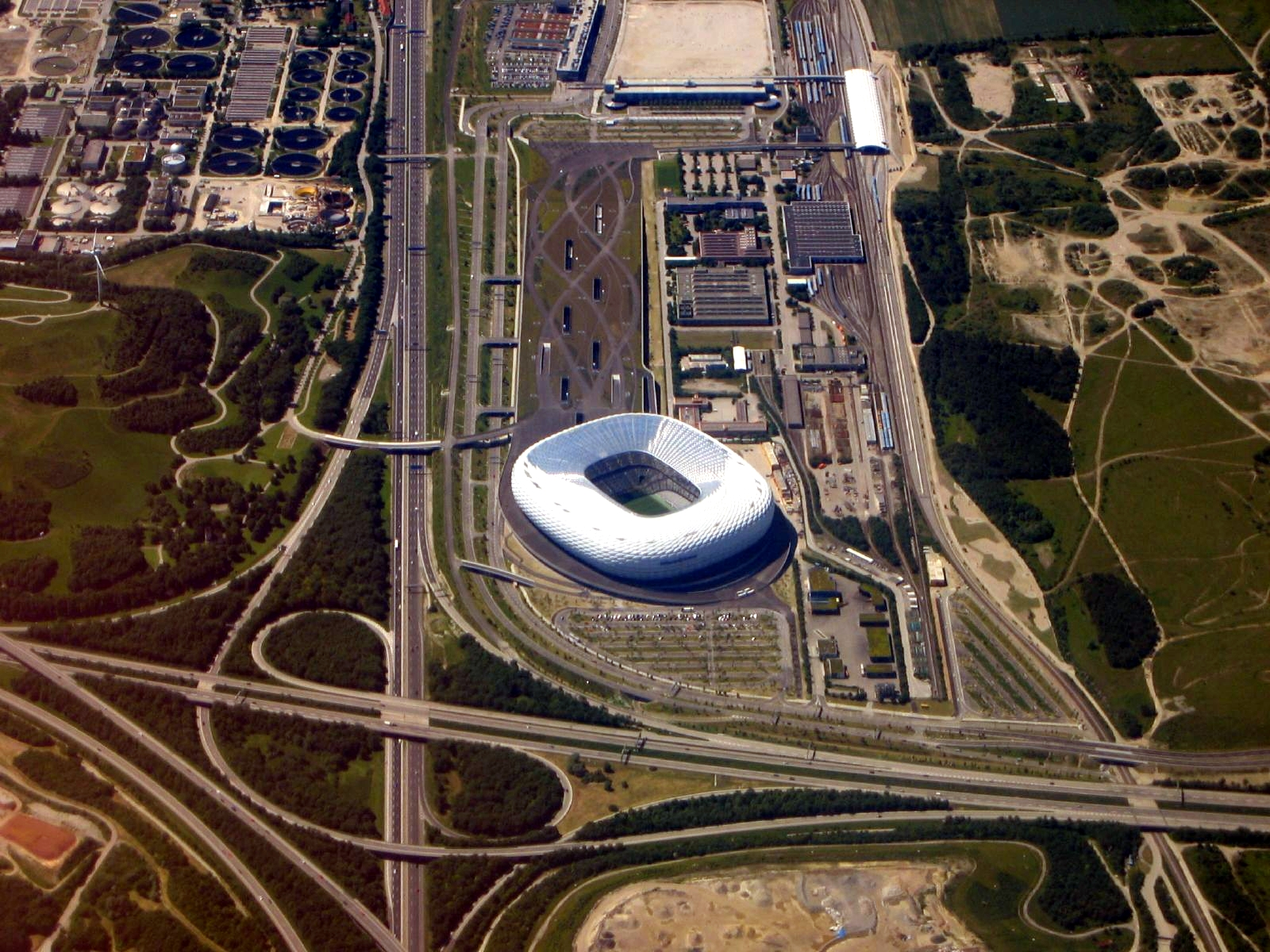
Luftbild der Allianz Arena in München mit dem Autobahnkreuz München-Nord (2005)
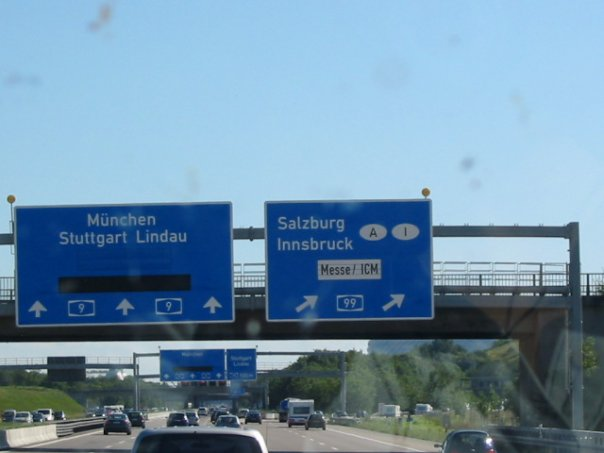
Beschilderung am Kreuz München-Nord aus Richtung Norden